# Новожаново
Новожа́ново — историческая местность города Харькова, расположенная в районе Харьковского коксохимического завода и станции Новожаново ЮЖД на правом берегу реки Лопань напротив Диканёвки.

## Топонимика
Район расположен на месте исторического хутора Мирская Роща. В 1920-х годах он получил название Новожаново в честь начальника строительства и первого директора Харьковского коксохимзавода Григория Новожанова, позднее репрессированного в 1930-х годах.

## Географическое положение и история
Новожаново находится в юго-западной части современного Харькова, в Новобаварском административном районе (с 1924 по 2016 год — Октябрьском). Восточная часть Новожаново вокруг обводного канала реки Лопань называется Мирская Роща.
Новожаново отделено рекой Лопань от следующих районов Харькова: Москалёвки, Заиковки, Диканёвки, Дудковки и граничит со следующими районами города: Залопанью, Старой Основой, Новосёловкой.
С севера и востока Новожаново ограничено рекой Лопань, с запада — Новосёловкой, с юга — расположенной за железной дорогой, станцией Новожаново и коксохимическим заводом Филипповкой.
В XIX веке загородный земельный участок харьковского предпринимателя купца второй гильдии Ивана Алексеевича Скуридина на правом берегу Лопани был для осушения земли и для катания на лодках окопан лодочным каналом (по старому руслу реки) и там построен его дом, водяная мельница; разбит парк, сохранившийся до нашего времени.
В конце 1930-х годов берег Лопани в Новожаново был окаймлён земляной насыпью для предотвращения наводнений.
На территории района находится грузовая станция Новожаново, что делает его крупным железнодорожным и сортировочным узлом.
В районе расположены Октябрьское трамвайное депо и конечная остановка харьковского трамвая. От остановки «Новожаново» отправляются трамваи маршрутов № 3 (Залютино — Новожаново) и № 27 (Салтовская — Новожаново). Новожаново также рассматривается в качестве одной из перспективных станций Харьковского метрополитена.
На территории Новожаново находится парк культуры и отдыха имени Г. Квитки-Основьяненко (на Старой Основе), один из старейших в Харькове. Он был основан в 1770 году Фёдором Квиткой. За многие годы существования парк несколько раз обновляли, добавляя беседки, аллеи для прогулок на конях, создали розалии и высадили более 80 пород деревьев. В советские времена парк пришёл в упадок и реконструирован лишь в 2010 году. Недалеко от Лопанской плотины находится ещё один парк «Мирская роща», расположенный на острове. Ранее на этом месте располагалась Скуридина дача — земля, принадлежащая одному из влиятельных харьковчан, Скуридину, в XIX веке.
На территории района южнее станции Новосёловка, ограниченной речкой Лопанью, железнодорожными путями и автомобильной дорогой, растёт 13 видов редких растений, попадающих под действие Конвенции о международной торговле видами дикой фауны и флоры, находящимися под угрозой исчезновения (CITES). Эта местность также является единственным подтверждённым местом произрастания гроздовника полулунного и ужовника обыкновенного в Харьковской области, ввиду чего в 2017 году было подано обоснование объекта природно-заповедного фонда «Новожаново».

## Новожановский остров
В XIX веке большой загородный земельный участок харьковчанина купца Скуридина на правом берегу Лопани был для осушения земли и для катания на лодках окопан каналом по старому руслу реки, превратившим его землевладение в остров Скуридина дача.
Канал образовал правый, проточный, рукав реки Лопани. Он сохранился до настоящего времени, но гидрологический режим был нарушен, поскольку канал старицы во времена СССР засыпан в трёх местах (на месте бывшего моста от трамвайного парка на остров и по обеим сторонам острова вдоль Лопани).
Сама дача Скуридина и его водяная мельница не сохранились. На острове Скуридина дача сейчас размещён парк отдыха «Мирская роща».
На острове также находится полуразобранная Новожановская плотина и её техническое здание (на правом берегу Лопани). Проход через плотину на Диканёвку закрыт.

## Экономика
Северное Новожаново :
- Новосёловский рынок, ул. Академика Богомольца, 1.
- Новожановский мясокомбинат, Азовстальская улица, 7[18]
- Октябрьское трамвайное депо.
- Супермаркет «АТБ», ул. Москалёвская.
- Завод имени Шевченко, Москалёвская улица, 99[18]
- «Украинская пивная компания», Селянская улица, 110

Южное Новожаново :
- Харьковский лакокрасочный завод, Новожановская улица, 1а[18]
- Харьковский коксохимический завод[укр.], Новожановская улица, 1[18]
- «Агросмак», Новомирский переулок, 22

## Социальная сфера
- Парк Квитки-Основьяненко.[19]
- Парк Мирская Роща.[20]
- Средняя школа № 54 (ул. Академика Богомольца, 4).[19]
- Средняя школа № 130 (ул. Светлановская, 23А).[19]
- Средняя школа № 153 (ул. Академика Богомольца, 15).[19]
- Машиностроительный лицей.[19]
- Два стадиона (в парке им. Основьяненко и в школе № 153).[19]
- Детский сад (ул. Власенко, 7).[19]
- Почтовое отделение № 157.[19]
- Психоневрологический диспансер № 16.[19]
- Медсанчасть № 12.[19]

## Транспорт
Основной транспортной артерией северного Новожаново является Москалёвская улица (до 2016 — Октябрьской Революции), соединяющая Новожаново с Москалёвкой; южного Новожаново — Новожановская улица, соединяющая Новожаново с Карачёвкой.
- Трамваи 3 (Новожаново — Залютино), 27 (Новожаново — Салтовка (РК «Льва Толстого»)
- Трамвай 7 (Новосёловка — ЮЖД)
- Автобусные маршруты: 211э (до 602 микрорайона), 219э (до площади Конституции), 258 (до пр. Славы).

Через Новожаново проходит несколько электропоездов — станции Новожаново, Новосёловка, 7 км.

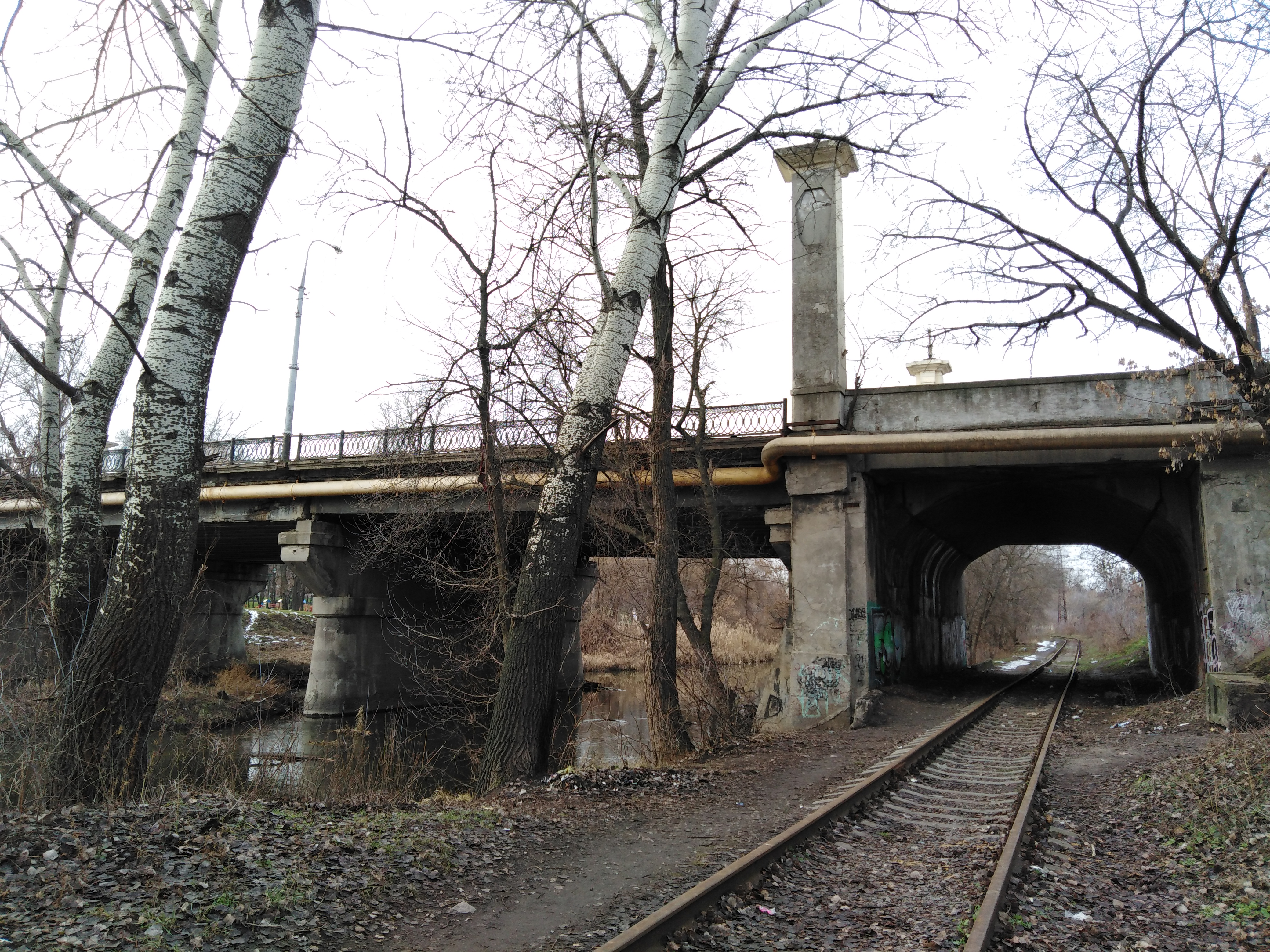
Основянский мост через Лопань

## Мосты района
- Основянский мост с Москалёвки на Старую Основу через Лопань (с трамвайными путями)[17]
- Железнодорожный мост с Заиковки на завод Шевченко через Лопань[17]
- Новожановская плотина с Новожаново на Диканёвку через Лопань[17] (прохода нет)
- Два железнодорожных моста с Новожаново на Дудковку через Лопань[17]
- Железнодорожный мост над Азовстальской улицей (проход от круга трамвая к коксохиму)[17]

## Религия
- Николаевская церковь УПЦ МП[22].

Ул. Власенко, 14. Закладка капсулы — 7 июля 2011 года. Освящён 13 октября 2013 года. Действующий.
Один из четырёх существующих Никольских храмов Харькова и самый «молодой» из них.